# Wilhelm Traugott Krug

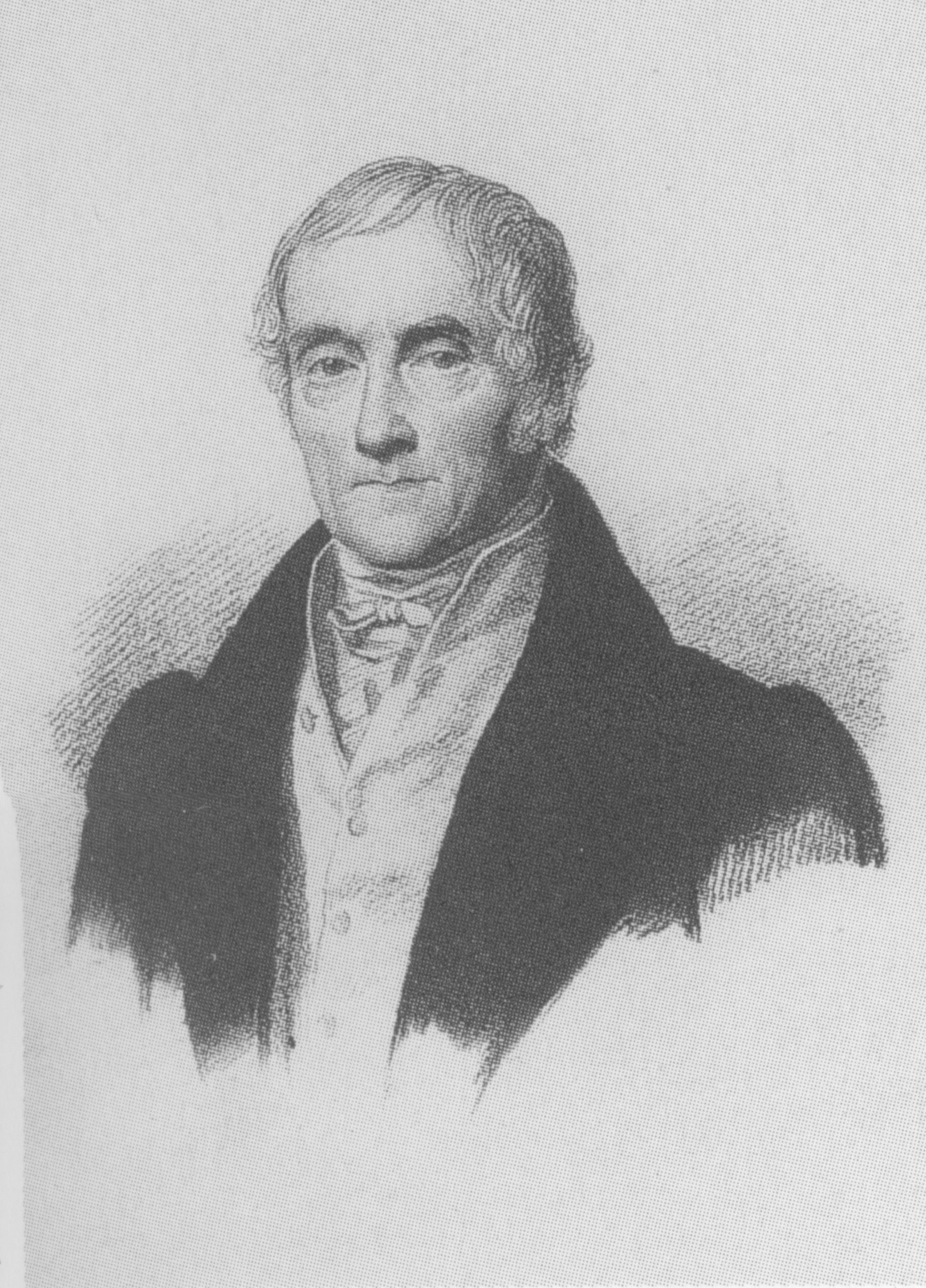
Wilhelm Traugott Krug

Wilhelm Traugott Krug (* 22. Juni 1770 in Radis; † 12. Januar 1842 in Leipzig) war ein deutscher Philosoph.

## Leben
Krug wurde in der Nacht vom 21. auf den 22. Juni 1770 geboren. Sein Vater Johann Christian Krug (1734–1804) war zu der Zeit Pächter des Rittergutes in Radis, später Verwalter des Kammerguts Strohwalde und auch Rentamtmeister in Gräfenhainichen. Krugs Mutter war Christiane Henriette Rosine Krug, geborene Steude (ca. 1735–1790). Sie stammte vermutlich aus dem sächsischen Örtchen Pülswerda und hatte am 15. Juni 1763 Krugs Vater geheiratet. Obwohl seine Eltern zehn Kindern den Weg ins Leben geebnet hatten, überlebten von diesen nur sechs Kinder. Da die Eltern nicht ganz unvermögend waren, ließen sie ihre Kinder von Hauslehrern unterrichten. Von diesen ragte Wilhelm Traugott aufgrund seiner Lebensentwicklung heraus.
Nachdem er von Privatlehrern eine Ausbildung erhalten hatte, frequentierte er die Stadtschule in Gräfenhainichen. Er besuchte ab dem 31. Juli 1782 die Landesschule Pforta, die er am 11. März 1788 wieder verließ und dort als Drittbester seines Jahrgangs den Abschluss erreichte. Am 16. Mai 1788 immatrikulierte er sich an Leucorea in Wittenberg. Unter dem Einfluss von Franz Volkmar Reinhard wandte er sich den theologischen Wissenschaften zu und erwarb am 17. Oktober 1791 den akademischen Grad eines Magisters (Doktor) der Philosophie. Um sich einen weiteren Gesichtskreis zu erschließen, wechselte er am 24. November 1792 an die Universität Jena und zu Ostern 1794 an die Universität Göttingen. Ein halbes Jahr später habilitierte sich Krug am 29. Oktober 1794 als Magister legens [lesender Magister] an der Wittenberger Hochschule und wurde am 12. November desselben Jahres als Adjunkt an die philosophische Fakultät aufgenommen. Er hielt Vorlesungen über Philosophie und Enzyklopädie und war im Sommersemester 1800 Dekan der philosophischen Fakultät der Wittenberger Hochschule. Mit einem weiteren Lehrauftrag ging er 1801 als außerordentlicher Professor an die Brandenburgische Universität Frankfurt. Er lernte dort Wilhelmine von Zenge kennen, die zuvor seit 1800 mit Heinrich von Kleist verlobt gewesen war, und heiratete sie am 8. Januar 1804 in der St. Marienkirche Frankfurt (Oder). Im darauf folgenden Jahr kam ihr gemeinsamer Sohn August Otto zur Welt. Später folgten Moritz, Woldemar, Paul Hermann (1810–1870), Molly Charlotte (1812–1887) und Karl Alfred (1817–1888).
Ab 1805 war Traugott Krug als Immanuel Kants Nachfolger an der Albertus-Universität Königsberg als Professor der Logik und Metaphysik aktiv. Er war Initiator und Gründungsmitglied des 1807 gegründeten Tugendbundes. Ab 1809 wirkte er in Leipzig als philosophischer Professor der Logik und Metaphysik, wo er unter anderem die Leipziger Literaturzeitung redaktionell betreute. Als Rittmeister bei den sächsischen reitenden Jägern bot er seine Kampfbereitschaft in den Befreiungskriegen an. 1830 verwaltete er das Rektorat der Universität und wurde 1834 auf seinen Wunsch hin in den Ruhestand versetzt. Danach war er als philosophischer, publizistischer und rationalistisch-theologischer Schriftsteller, 1833 auch als liberaler Deputierter, bis zu seinem Tod tätig.
Als Vertreter der Leipziger Universität war er 1833/34 Abgeordneter der I. Kammer des ersten konstitutionellen Sächsischen Landtags. Im Auftrag der Israelitischen Gemeinde Dresden überreichte er der Hohen Ersten Kammer des Landtages eine Petition zur Emanzipation der Juden im Königreiche Sachsen, die von Gegnern der Emanzipation heftig bekämpft wurde. Er war Mitglied der Leipziger Freimaurerloge Minerva zu den drei Palmen. Unter dem Rektorat von Krug 1830 wurde in Leipzig die tradierte Einteilung der Universität in die Nationes aufgehoben und die Universitätsverfassung an die neue Staatsverfassung angepasst. Als Dekan der philosophischen Fakultät Leipzigs lässt er sich im Wintersemester 1824 und 1834 nachweisen. Zu seinen Studenten zählten die späteren Komponisten Robert Schumann und Richard Wagner.

### Philosophie

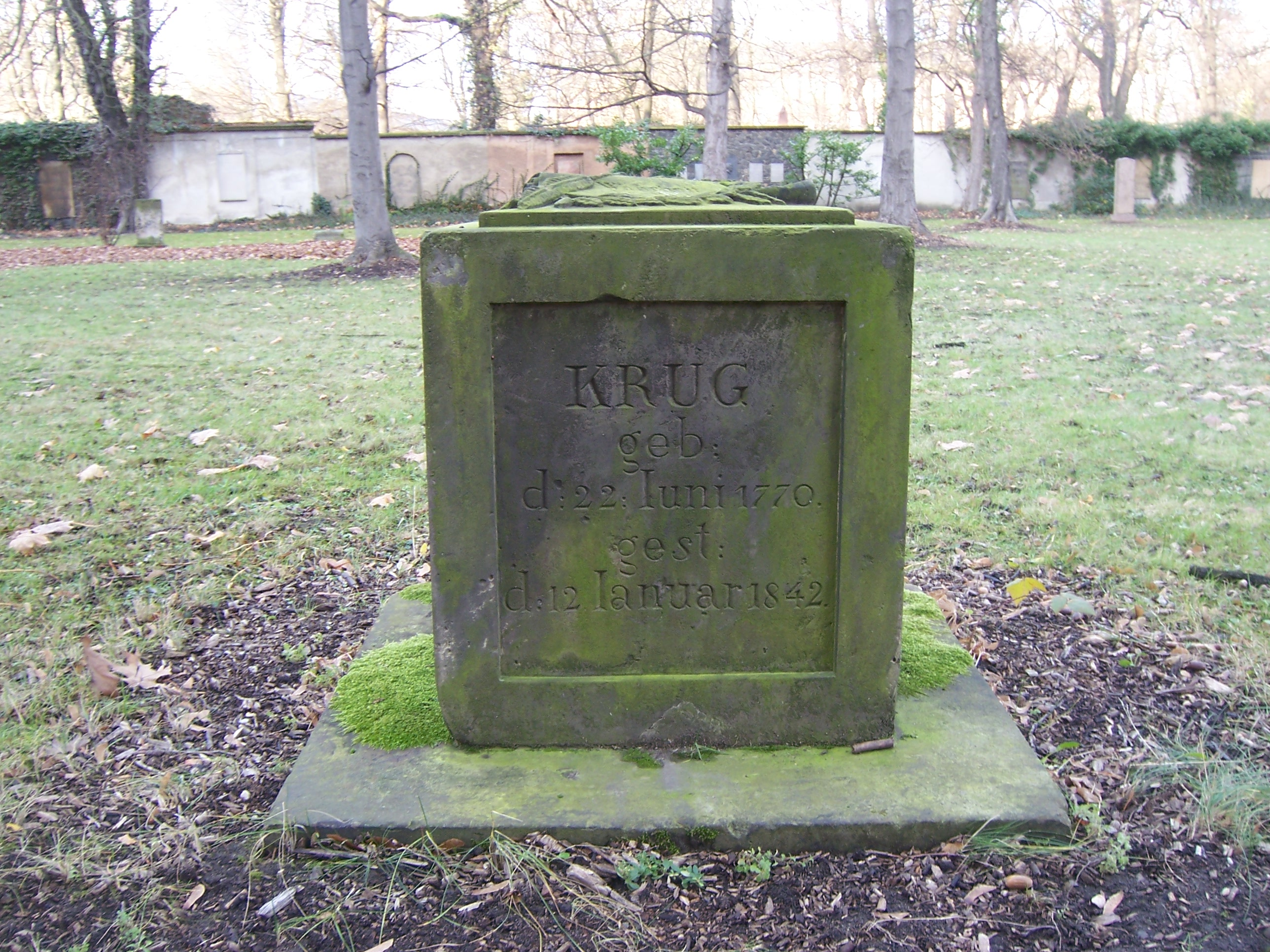
Krugs Grab auf Leipzigs Altem Johannisfriedhof

Die Grundidee seines philosophischen Systems, welches er in seiner „Fundamentalphilosophie“ (Züllichau 1803; 3. Auflage, Leipzig 1827) als transzendentale Synthese des Seins und Wissens („Transzendentaler Synthetismus“) bezeichnet, ist, dass weder der Realismus noch der Idealismus die Vernunft befriedige, daher ein drittes System, welches von der ursprünglichen Verknüpfung des Seins und des Wissens im Bewusstsein als einer transzendentalen Synthese ausgehe, das allein zulässige sei.

### Ehrungen
Unvollständige Liste
- Ehrenbürger Leipzigs (1841)
- Ehrendoktor der Universität Leipzig (1841)[5]

## Schriften (Auswahl)
- Grundlinien zu einer allgemeinen deutschen Republik gezeichnet von einem Märtyrer der Wahrheit. Altona und Wien 1797.
- Philosophie der Ehe, ein Beytrag zur Philosophie des Lebens für beyde Geschlechter. Roch, Leipzig 1800 (Digitalisat).
- Aphorismen zur Philosophie des Rechts. Erster Band. Roch und Compagnie, Leipzig 1800 (Digitalisat).
- Naturrechtliche Abhandlungen oder Beiträge zur natürlichen Rechtswissenschaft. Vogel, Leipzig 1811 (Digitalisat).
- Fundamentalphilosophie. Züllichau 1803, 3. Auflage, Leipzig 1827.
- Versuch einer systematischen Enzyklopädie der Wissenschaften. 12 Bde., Winckelmann, Wittenberg / Barth, Leipzig (1. Theil) 1796; Voigt, Jena (2. Theil) 1797; Darnmann, Leipzig und Züllichau (3. Theil, 1–10) 1804–1819.
- System der theoretischen Philosophie. Königsberg 1806–1810, 3 Bände; 1. Band, 3. Auflage 1825; 2. Band, 3. Auflage 1830; 3. Band, 2. Auflage 1823.
- Geschichte der Philosophie alter Zeit. Leipzig 1815, 2. Auflage 1826.
- Die Fürsten und die Völker in ihren gegenseitigen Forderungen. Leipzig 1816.
- Die Staatswissenschaft im Restaurazionsprozesse der Herren von Haller, Adam Müller und Konsorten betrachtet. Leipzig 1817 (komplett bei Google Books).
- System der praktischen Philosophie. Königsberg 1817–1819, 3 Bände; 2. Auflage 1829–1838.
- Kreutz- und Queerzüge eines Deutschen auf den Steppen der Staats-Kunst und Wissenschaft. Leipzig 1818.
- Gespräch unter vier Augen mit Frau von Krüdener. Leipzig 1818 (Digitalisat).
- Entwurf zur deutschen, und Darstellung der englischen Gesetzgebung über die Preßfreiheit. Brockhaus, Leipzig 1818 (Digitalisat).
- Griechenlands Wiedergeburt. Ein Programm zum Auferstehungsfeste. 2. Auflage, Leipzig 1821.
- Handbuch der Philosophie und philosophischen Literatur. Leipzig 1820–1821, 2 Bände; 3. Auflage 1828.
- Geschichtliche Darstellung des Liberalismus alter und neuer Zeit. Leipzig 1823.
- Grundlage zu einer neuen Theorie der Gefühle und des sogenannten Gefühlvermögens. Königsberg 1824.
- Dikäopolitik, oder neueste Restauration des Staats mittels des Rechtsgesetzes. Leipzig 1824.
- Nachtrag zur Schrift: Welche Folgen kann und wird der neuliche Übertritt eines protestantischen Fürsten zur katholischen Kirche haben?; 2. verbesserte und mit einem Zusatz vermehrte Auflage; Kollmann i. Komm., Leipzig 1826 (Digitalisat).
- Gesammelte Schriften. 12 Bände, Braunschweig und Leipzig 1830–1841.
- Der falsche Liberalismus unsrer Zeit. Leipzig 1832.
- Allgemeines Handwörterbuch der philosophischen Wissenschaften nebst ihrer Literatur und Geschichte. Leipzig 1827–1828, 4 Bände; 5. Band, 1829–1834; 2., verbesserte und vermehrte Auflage 1832–1838. – Reprint der 2. Aufl.: Frommann-Holzboog, Stuttgart-Bad Cannstatt 1970, ISBN 978-3-7728-0209-6.
- Universalphilosophische Vorlesungen für Gebildete beiderlei Geschlechts. Neustadt an der Orla 1831.
- Schelling und Hegel. Oder die neueste Philosophie im Vernichtungskriege mit sich selbst begriffen. Leipzig 1835 (komplett bei Google Books).